# Frédéric Blum
Pour les articles homonymes, voir Blum.
Frédéric Blum, né en 1959, est un directeur de production et réalisateur français.

## Biographie
Frédéric Blum a travaillé comme assistant réalisateur au cours des années 1980 avant de tourner un long métrage sorti en 1994. Il devient ensuite directeur de production.

## Filmographie

### Réalisateur
- 1994 : Les Faussaires

### Directeur de production
- 2000 : La Veuve de Saint-Pierre de Patrice Leconte
- 2003 : Stupeur et tremblements d'Alain Corneau
- 2004 : Malabar Princess, de Gilles Legrand
- 2005 : Les Âmes grises de Yves Angelo
- 2009 : Coco avant Chanel d'Anne Fontaine
- 2010 : Tournée de Mathieu Amalric
- 2013 : La Vénus à la fourrure de Roman Polanski
- 2014 : Gemma Bovery d'Anne Fontaine